# Friz Freleng
Isadore "Friz" Freleng (Kansas City, 21 augustus 1906 – Los Angeles, 26 mei 1995) was een Amerikaans animator, striptekenaar en regisseur in dienst van Warner Brothers. Hij is vooral bekend geworden met de tekenfilmserie Looney Tunes en later de Merry Melodies en bedacht onder andere Bugs Bunny, Daffy Duck, Sylvester en Tweety, Porky Pig en Yosemite Sam, met wie hem een grote mate van gelijkenis werd toegeschreven. Ook was Freleng een van de makers van de oorspronkelijke Pink Panther-televisieserie.
- Biblioteca Nacional de España: XX1309468
- Bibliothèque nationale de France: cb12057461g (data)
- Gemeinsame Normdatei: 141982985
- International Standard Name Identifier: 0000 0000 8385 8969
- Library of Congress Control Number: n85378907
- Nationale Bibliotheek van Tsjechië: xx0095982
- Nederlandse Thesaurus van Auteursnamen: 074333623
- RKD-Nederlands Instituut voor Kunstgeschiedenis: 279273
- SNAC: w6c541j2
- Système universitaire de documentation: 163353662
- Trove: 1262446
- Virtual International Authority File: 59103459
- WorldCat: E39PBJmHHvRcrtV3XH6xj3DjG3